# 스타 활성
 스타활성(star activity)은 제한 효소가 최적 반응 조건에서 상당히 다른 경우에 일어나는 효소 활성으로, 본래 절단 부위(restriction site)에 해당하지 않는 DNA 서열을 절단한다. 즉 효소가 DNA 절단부위를 인식하는 특이성이 낮아지거나 변하는 현상이다. 보통 엉뚱한 DNA 서열을 절단하며, 때로 특이성을 완전히 잃는다. '스타'는 Polisky 등이 EcoRI의 특이성이 떨어진 것을 EcoRI*로 표기 한 것에서 유래한다.
| EcoRI 5'---G AATTC---3' 3'---CTTAA G---5' | EcoRI* 5'---N AATTN---3' 3'---NTTAA N---5' |

스타 활성은 다음과 같은 조건에서 발생한다: 이온강도가 낮은 경우 (25mM 이하), pH가 높은 경우 (8.0 이상), DNA에 비해 효소가 많은 경우 (DNA 1μg 당 100 U 이상), Mg2+ 이외의 2가 양이온이 있는 경우, 에탄올 등 유기 용매가 있는 경우, 글리세롤 농도가 높은 경우(5% 부피/부피 초과) 등이 있다. 특히 글리세롤 농도에 주의가 필요한데, 제한효소 제품들이 보통 상당한 양의 글리세롤(대개 50% 부피/부피)을 포함한 완충 용액에 공급되기 때문이다. 따라서 스타 활성을 없애기 위해서는 제한 효소 용액을 충분히 희석시켜야 한다. 이러한 문제는 이중 소화(double digestion)와 같이 여러 제한 효소를 동시에 사용하는 경우 발생하기 쉽다.

스타활성의 발현은 제한 효소의 종류에 따라 다양하며, ApaI, DpnI, NdeI과 같이 스타활성이 나타나지 않는 것과, BamHI, EcoRI, PstI과 같이 스타활성이 나타나기 쉬운 것이 있다. 유전자 조작을 통해 야생형 효소보다 스타 활성을 낮춘 제한 효소도 개발되었다.